# Ala Femenina del Partido Liberal Nacionalista
Ala Femenina del Partido Liberal Nacionalista eller bara Ala Femenina Liberal, var ett kvinnoförbund i Nicaragua, bildat 1955. Det var det kvinnoförbund till Partido Liberal Nacionalista (PLN).  
Den fungerade som samordningsorgan för Nicaraguas kvinnorörelse, som hade slutit en överenskommelse med Somozaregimen och samarbetade med denna i utbyte mot statsfeminism. 

## Historik
I Nicaragua stöddes kvinnorörelsens krav på rösträtt tidigt av familjen Somozas liberala parti, som lierade sig med kvinnorörelsen och dess krav för att använda sig av dess stöd under sin diktatur 1936–1979. I enlighet med denna policy lovade Somozas parti att införa rösträtt för kvinnor 1916 och 1944, och grundade en kvinnoavdelning av sitt parti 1936. 
Kvinnorörelsens ledare Josefa Toledo, ordförande för Nicaraguas avdelning av Liga Internacional de Mujeres Ibéricas e Hispanoamericanas, begärde 1939 partiets stöd för införandet av rösträtt. Begäran antogs 1950 och infördes 1955, och samma år inkorporerades landets kvinnoföreningar i partiets kvinnoförening, Ala Femenina Liberal. Partiet fick därefter kvinnorörelsens stöd i samtliga fortsatta val, och blev en av Somoza-regimens allierade med stöd av Olga Nunez de Saballos, som organiserade landets feminister för partiet. 
Somoza-regimen hade en liberal och progressiv policy på kvinnors rättigheter på grund av den överenskommelse som partiet hade gjort med kvinnorörelsen i utbyte mot deras stöd. I praktiken gynnades dock endast den övre medel- och överklassens kvinnor av reformerna.